# Прибайкалля
Прибайка́лля (рос. Прибайкалье) — гірська область, прилегла із заходу і сходу до озера Байкал, в Бурятії і Іркутської області Росії.
Сейсмічність до 10—11 балів. Основні хребти (заввишки 2 000—2 500 м) складені архейськими, протерозойськими, нижньопалеозойськими метаморфічними і інтрузивними породами.

## Корисні копалини
Родовища золота, марганцевих руд, слюди, вугілля.

## Річки
- Селенга
- Верхня Ангара
- Баргузин
- Турка

## Хребти
- Приморський хребет,
- Байкальський хребет,
- Хамар-Дабан,
- Улан-Бургаси,
- Баргузинський хребет,
- Ікатанський хребет,
- Джидинський хребет.

## Клімат
Клімат континентальний; на навітряних схилах місцями випадає до 1 200 мм опадів на рік.
Переважає тайга, місцями темнохвойна.

## Природоохоронні території
У Прибайкаллі є декілька особливо охоронюваних природних територій:
- Байкальський заповідник
- Байкало-Ленський заповідник[en]
- Баргузинський заповідник
- Забайкальський національний парк
- Прибайкальський національний парк

| Росія | Це незавершена стаття з географії Росії. Ви можете допомогти проєкту, виправивши або дописавши її. |